# Hanne Wilberg Rofstad
Hanne Wilberg Rofstad (* 8. April 2000) ist eine norwegische Skilangläuferin. Sie ist die ältere Schwester der Cross-Country-Läuferin Marthe Wilberg Rofstad.

## Werdegang
Rofstad, die für den Byåsen IL startet, nahm bis 2020 an Juniorenrennen teil. Dabei belegte sie bei den Junioren-Skiweltmeisterschaften 2020 in Oberwiesenthal den 37. Platz über 5 km klassisch, den neunten Rang im Sprint und den sechsten Platz mit der Staffel. Im folgenden Jahr errang sie bei den U23-Weltmeisterschaften in Vuokatti den 14. Platz im Sprint. Ihr erstes Rennen im Scandinavian-Cup lief sie zu Beginn der Saison 2021/22 in Beitostølen, welches sie aber vorzeitig beendete. Im weiteren Saisonverlauf gab sie in Drammen ihr Debüt im Weltcup, welches sie auf dem 39. Platz im Sprint beendete und wurde bei den U23-Weltmeisterschaften 2022 in Lygna Vierte im Sprint. Nach Platz sieben im Sprint beim FIS-Rennen in Gålå zu Beginn der Saison 2022/23 holte sie in Lillehammer mit dem 28. Platz im Sprint und in Davos mit dem 11. Rang im Sprint ihre ersten Weltcuppunkte.